# すばらしい味の世界
『すばらしい味の世界』（すばらしいあじのせかい）は、1977年4月1日から1992年3月29日までテレビ東京（1981年9月までは東京12チャンネル）で放送されていた料理番組である。サントリーの一社提供。

## 概要
タキシードを着た柳生博が案内役となり、毎回東京都内にある高級レストラン・料理店のメニューを1つ紹介していたミニ番組。柳生のほか、江守徹、西田敏行、武田鉄矢、川津祐介も案内役を務めた。
番組中に流れるVTRは料理完成までの過程を追った内容で、映すのは基本的に料理人の手元のみであった。過剰な演出もナレーションも無ければBGMも無く、調理されていく素材の発する音のみが流された。そして料理の完成後には、その回の案内役が料理に対する感想を述べて終了するという至ってシンプルな構成であった。
ゲオルク・フィリップ・テレマン作曲のターフェルムジーク（食卓の音楽）第2集第2曲「ブロックフレーテ、2本のフルートと通奏低音のための四重奏曲 ニ短調」（アルヒーフ版）を番組のオープニングテーマにしていた時期がある。

## 放送時間
いずれも日本標準時。
本番組は平日にも土曜・日曜にも放送されていたが、21時台と22時台に『木曜洋画劇場』が編成されていた木曜のみ一貫して放送がなかった。また、放送を続けるにつれて次第に放送曜日が減っていき、最終的には土日のみの放送となった。
| 編成期間  | 編成期間  | 放送日時      | 放送日時      | 放送日時      | 放送日時      | 放送日時      | 放送日時      |
| 開始時期  | 終了時期  | 月曜          | 火曜          | 水曜          | 金曜          | 土曜          | 日曜          |
| --------- | --------- | ------------- | ------------- | ------------- | ------------- | ------------- | ------------- |
| 1977.4.1  | 1978.10.1 | 21:54 - 22:00 | 22:24 - 22:30 | 21:54 - 22:00 | 21:54 - 22:00 | 21:54 - 22:00 | 21:54 - 22:00 |
| 1978.10.2 | 1980.8.3  | 21:54 - 22:00 |               | 21:54 - 22:00 | 21:54 - 22:00 | 21:54 - 22:00 | 21:54 - 22:00 |
| 1980.8.4  | 1980.10.5 | 22:24 - 22:30 |               | 21:54 - 22:00 | 21:54 - 22:00 | 21:54 - 22:00 | 21:54 - 22:00 |
| 1980.10.7 | 1981.10.4 |               | 21:54 - 22:00 | 21:54 - 22:00 | 21:54 - 22:00 | 21:54 - 22:00 | 21:54 - 22:00 |
| 1981.10.6 | 1982.4.4  | 22:24 - 22:30 |               | 21:54 - 22:00 | 21:54 - 22:00 | 21:54 - 22:00 | 21:54 - 22:00 |
| 1982.4.9  | 1985.7.28 |               |               |               | 21:54 - 22:00 | 21:54 - 22:00 | 21:54 - 22:00 |
| 1985.8.3  | 1992.3.29 |               |               |               |               | 21:54 - 22:00 | 21:54 - 22:00 |

参考：『朝日新聞』朝日新聞社、1977年4月1日 - 1992年3月29日付のラジオ・テレビ欄。

## 関連書籍
- すばらしい味の世界・西洋料理編（監修：楠本憲吉、黛敏郎 / 出版社：三洋出版貿易 / 発行年：1981年）[1]
- すばらしい味の世界・中国料理編（監修：楠本憲吉、黛敏郎 / 出版社：三洋出版貿易 / 発行年：1984年 / ISBN 4-87930-022-5）